# L. 스프라그 드 캠프
L. 스프라그 드 캠프(/ˌspreɪɡdəˈkæmp/, L. Sprague de Camp, 1907년 11월 27일~2000년 11월 6일)는 공상과학, 판타지, 역사 소설 작가였다. 그는 60년 동안의 활동 기간 동안 100권 이상의 책을 썼고, 1930년대와 1940년대]에 공상과학계의 주요 인물로써, 공상과학계를 이끌었다.